# نادي نهضة مرتيل
نهضة مرتيل نادي رياضي مغربي من مدينة مرتيل الساحلية. يمارس في دوري الدرجة الثالتة المغربي.